# Danse (album, 1972)
Albums de Georges Moustaki
Il y avait un jardin
(1971) Déclaration
(1973)
Moustaki, connu aussi sous le nom de Danse, dont c’est le premier titre, est un album 33 tours / 30 cm de Georges Moustaki, sorti en 1972.

## Autour de l'album
La chanteuse Barbara participe à la chanson La ligne droite, dont elle signe la musique et interprète à la fin de la chanson le dernier vers. La même année, elle enregistre sa propre version du titre sur l'album Amours incestueuses.

## Les titres
| 1. | Danse                                         | Georges Moustaki | Georges Moustaki                    | 3 min 15 s |
| 2. | Les Amis                                      | Georges Moustaki | Georges Moustaki                    | 3 min 10 s |
| 3. | Rien n’a changé                               | Georges Moustaki | Georges Moustaki                    | 4 min 30 s |
| 4. | Les Marchands                                 | Georges Moustaki | Georges Moustaki                    | 2 min 20 s |
| 5. | Marchandage                                   | Georges Moustaki | Georges Moustaki                    | 2 min 20 s |
| 6. | Tu m’attendais (avec la voix de Julie Dassin) | Georges Moustaki | Georges Moustaki et Hubert Rostaing | 1 min 35 s |
| 7. | Hiroshima                                     | Georges Moustaki | Georges Moustaki                    | 1 min 55 s |

| 8.  | Je suis un autre                                                                            | Georges Moustaki | Georges Moustaki | 2 min 40 s |
| 9.  | La Ligne droite                                                                             | Georges Moustaki | Georges Moustaki | 2 min 47 s |
| 10. | La Ligne droite (participation de Barbara, avec l’aimable autorisation des Disques Philips) | Georges Moustaki | Barbara          | 2 min 41 s |
| 11. | La Rose de Baalbeck                                                                         | Georges Moustaki | Georges Moustaki | 7 min 00 s |
| 12. | 17 ans                                                                                      | Georges Moustaki | Georges Moustaki | 2 min 20 s |

## Musiciens
- Guitares : S. Santorio ; C. Pavy ; Georges Moustaki ; M. Gaudry
- Bouzouki : Georges Moustaki
- Contrebasse : Michel Gaudry
- Batterie : F. Auger
- Hautbois : J. Querlier
- Flûte : B. Charvet
- Percussions : Areski ; Agudo
- Piano et Orgue : Jean Musy
- Violoncelle : J.-Ch. Capon
- Accordéon : Gilbert Roussel

## Production
- Arrangements et direction musicale : Hubert Rostaing, sauf La Ligne droite, arrangée par Jean Musy
- Prise de son : Paul Houdebine
- Direction artistique et réalisation : Jacques Bedos
- Photos : H. Lacoudre ; Sanchez
- Maquette : J.-C. Trambouze
- Édition Paille Music